# Артамонов Іван Пилипович
Іван Пилипович Артамонов (7 березня 1918 — 5 січня 1944) — учасник німецько-радянської війни, командир батальйону 25-го гвардійського стрілецького полку 6-ї гвардійської стрілецької дивізії 60-ї армії Центрального фронту, Герой Радянського Союзу (16.10.1943 р.), гвардії лейтенант.

## Біографія
Народився 7 березня 1918 року в селі Староживотинне (нині Рамонського району Воронезької області) в родині селянина. Росіянин. Член ВКП (б) з 1941 року. Освіта середня. По закінченні учительських курсів працював учителем у місті Острогожськ Воронезької області.

## В Червоній Армій
У Червоній Армії з 1940 року. У 1941 році закінчив полкову школу. Учасник німецько-радянської війни з червня 1941 року.
Командир батальйону 25-го гвардійського стрілецького полку (6-я гвардійська стрілецька дивізія, 60-я армія, Центральний фронт) гвардії лейтенант Іван Артамонов відзначився в вересня 1943 року. На чолі підрозділу першим в корпусі переправився через Десну і за допомогою партизанів побудував переправу. Потім його батальйон успішно форсував Дніпро і, незважаючи на численні контратаки противника, утримав захоплений плацдарм.
Указом Президії Верховної Ради СРСР від 16 жовтня 1943 року за мужність та відвагу, проявлені при форсуванні річок Десни та Дніпра, гвардії лейтенанту Артамонову Івану Пилиповичу присвоєно звання Героя Радянського Союзу з врученням ордена Леніна та медалі «Золота Зірка».
Під час важкого бою в кінці грудня 1943 року Артамонов був важко поранений і 5 січня 1944 року помер у госпіталі.

## Нагороди
- Медаль «Золота Зірка» Героя Радянського Союзу
- Орден Леніна
- Орден Червоного Прапора

## Пам'ять
- Похований у селі Базар Народицького району Житомирської області (Україна).
- Ім'ям Героя названі вулиця та школа № 36 в місті Воронежі. Біля будівлі школи споруджено пам'ятник.
- Обеліск та меморіальна дошка встановлені біля школи в селищі Острожка Залізничного району.

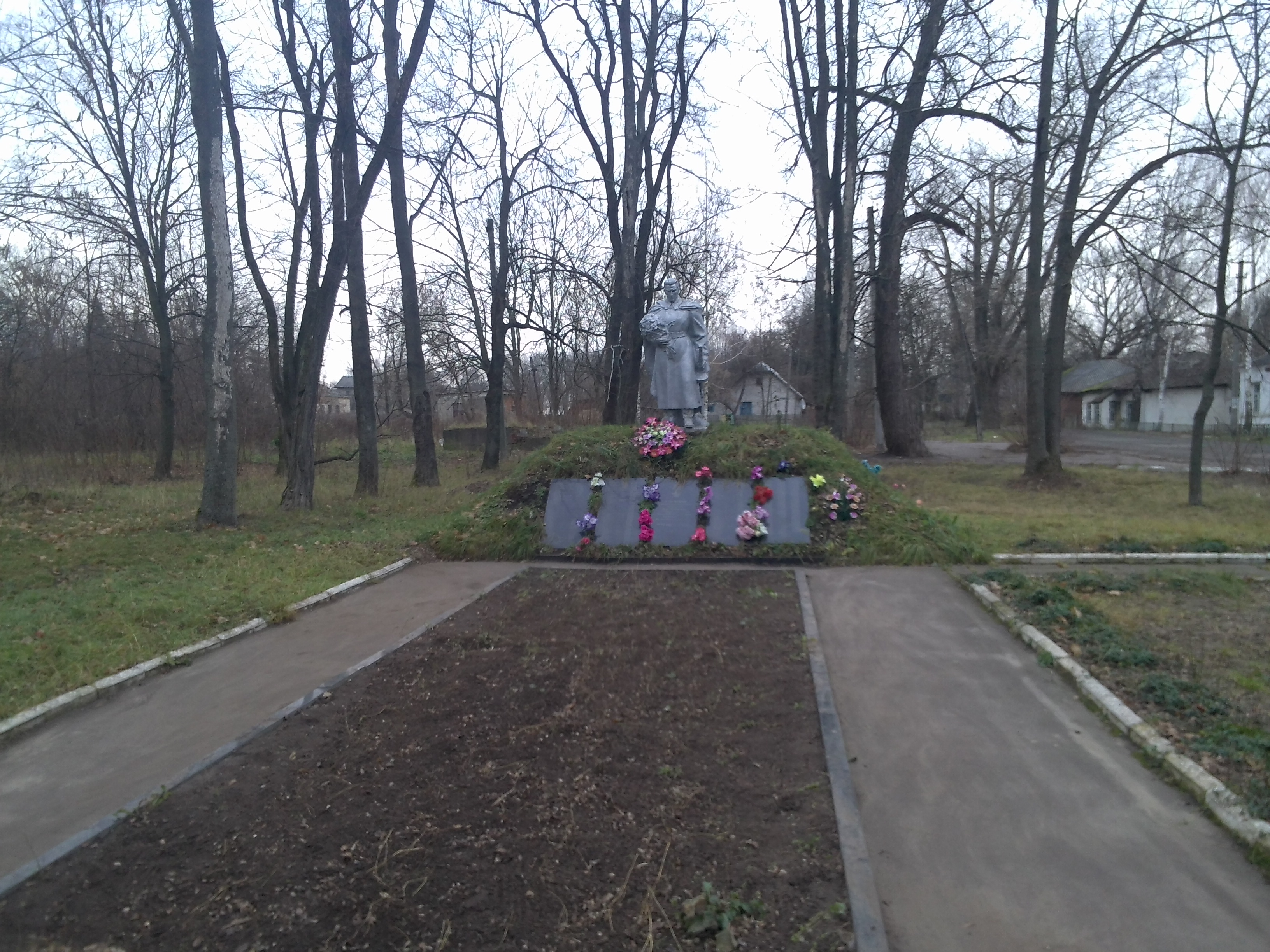
Братська могила радянських воїнів, серед яких похований І.П. Артамонов у с. Базар Народицького району
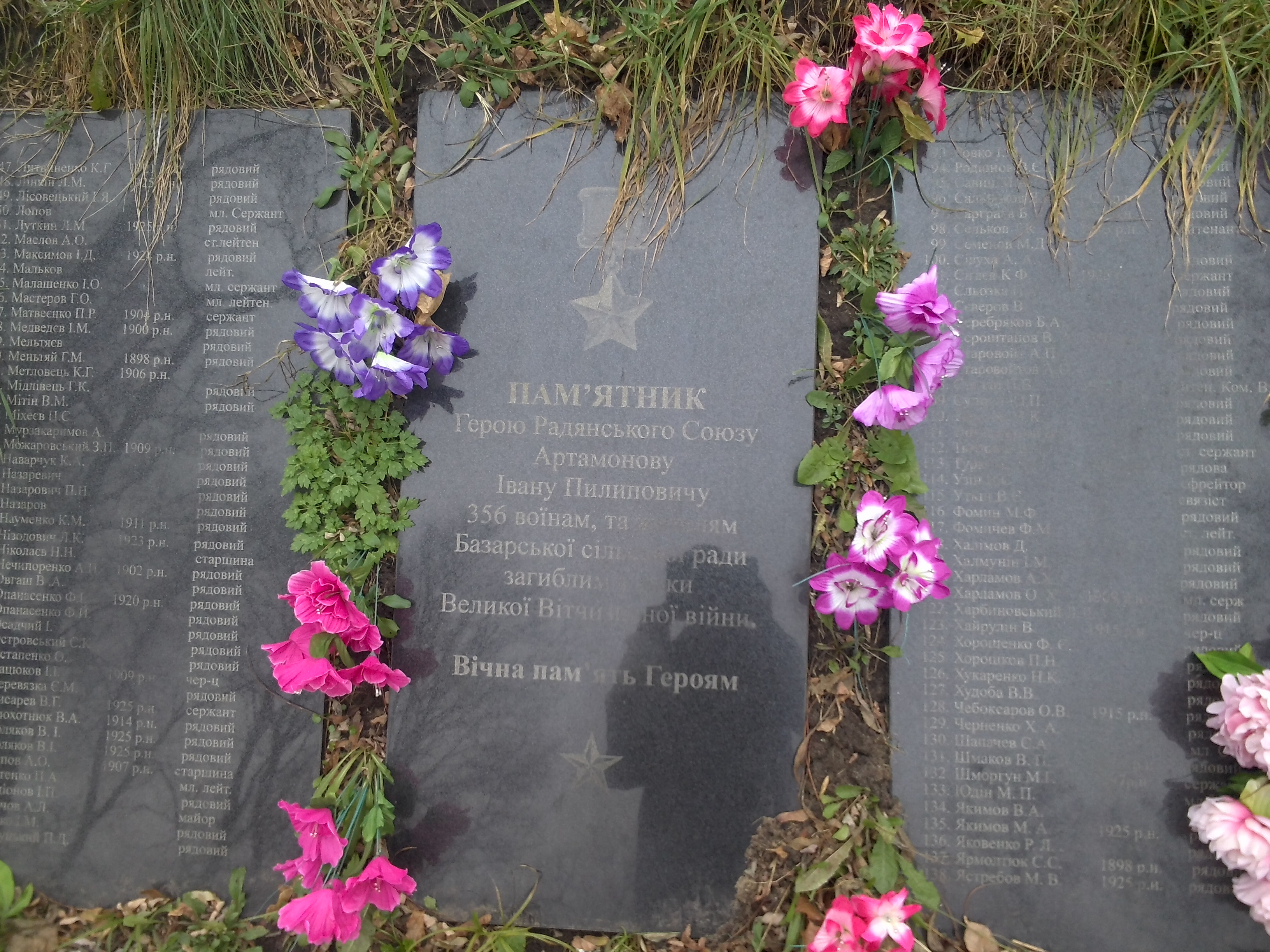
Меморіальна дошка І.П. Артамонову на Братській могилі

.